# IGTV
IGTV (abreviatura para Instagram TV) foi um aplicativo de vídeo do Instagram para Android e iOS, pertencente ao Meta. Este aplicativo permitia vídeos mais longos em comparação com o Instagram. Embora o IGTV estivesse disponível como um aplicativo independente, a funcionalidade básica também estava disponível no aplicativo e no site do Instagram.
O serviço veio com a ideia do CEO do Instagram, Kevin Systrom, que apresentou o IGTV como uma nova aba do aplicativo voltado a vídeos maiores do que o limite de um minuto do aplicativo atualmente.
Em 1º de março de 2022, a empresa controladora do Instagram, Meta, anunciou o encerramento do IGTV, devido ao seu foco no Instagram Reels. O aplicativo foi removido das lojas de aplicativos em meados de março, e todos os vídeos do IGTV foram então mesclados ao aplicativo do Instagram.

## O serviço
O IGTV exigia que os usuários entrassem com uma conta do Instagram. Os dispositivos móveis permitiam envios de até 15 minutos, com um tamanho de arquivo de até 650 MB, enquanto os navegadores de desktop permitem envios de até 60 minutos, com um tamanho de arquivo de até 3,6 GB. O aplicativo reproduzia automaticamente os vídeos assim que era iniciado, o que Kevin Systrom contrastava com os hosts de vídeo onde é preciso primeiro localizar um vídeo.
O IGTV foi pensado para postagem de vídeos na vertical, portanto, não eram aceitos conteúdos gravados na horizontal. Ao publicar algo nesse formato, o próprio aplicativo fazia o recorte horizontal, o que faz a imagem perder bastante qualidade.
A partir de maio de 2019, o IGTV permitia que os usuários enviassem e visualizassem vídeos nas orientações vertical e horizontal, em oposição à orientação apenas vertical antes da atualização. Após a sua incorporação com o aplicativo do Instagram, esta definição segue ativa.